# Виноградов, Дмитрий Иванович
Дмитрий Иванович Виноградов (1720, Суздаль, Московская губерния — 25 августа [5 сентября] 1758, Санкт-Петербург) — основоположник производства фарфора в России. Соученик и товарищ Михаила Ломоносова.

## Биография

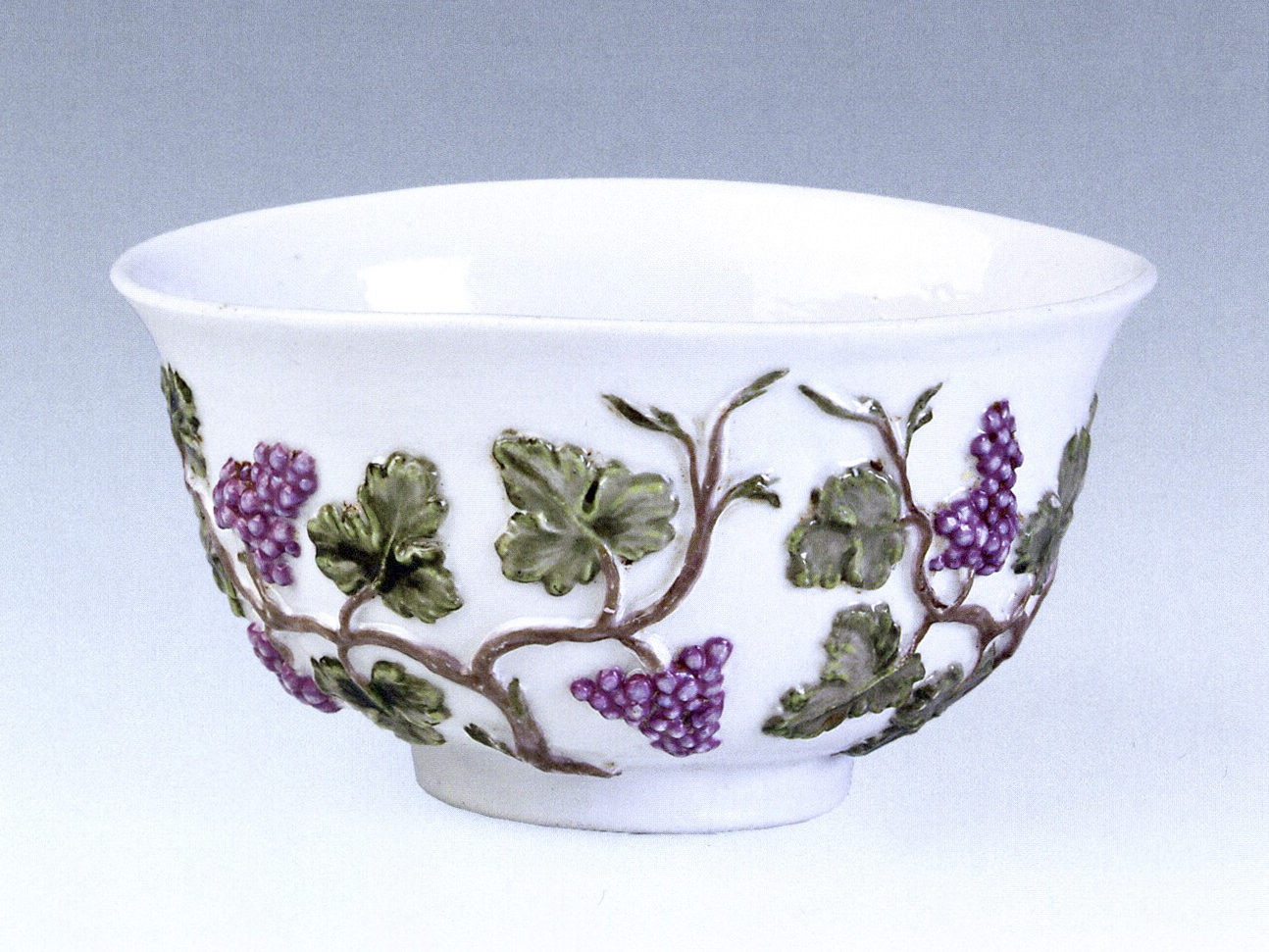
Чаша производства Виноградова, 1749 г.

Родился в Суздале в семье протопопа и ключаря Рождественского собора, которая жила на территории суздальского кремля, в доме, расположенном напротив колокольни (дом не сохранился). Получил образование в Заиконоспасской школе Славяно-греко-латинской Академии. В числе 12 лучших учеников он был переведен в Санкт-Петербург и в числе трёх отличников (вместе с Михаилом Ломоносовым и Густавом Райзером) с подачи Сената был отправлен на продолжение обучения за границу, в Марбургский университет под начало знаменитого в то время профессора Христиана Вольфа. Там они изучали химию, горное дело, физику и др., а потом продолжили учиться у Иоганна Генкеля во Фрайберге (центр горной промышленности).

В ноябре 1744 года, после возвращения на Родину, зачислен на Порцелинавую  мануфактуру (впоследствии Императорский фарфоровый завод) и приставлен учеником к «мастеру фарфорового дела» Христофору Гунгеру. Гунгер обладал не только неуживчивым характером, но и слишком мало знал для организации нового фарфорового производства. За всё время пребывания от приезда в 1744 до увольнения в 1748 году он оставил 

...только полдюжины чашек, да и те не имели ни цвета порцелинового, ни формы: были черны и покривлены.

Уже при нём Виноградов проводил свои исследования сырья и поиск состава фарфоровой массы, ставил опыты, анализировал, делал записи формул и рецептов. Записи шифровались одному ему известным шифром — состав фарфоровой массы должен был храниться в секрете даже от его помощников.
В 1746—1748 годах Виноградов проводил опыты, целью которых было получение из обжига изделий неискривлённой формы, а также изобретение керамической краски для росписи фарфоровых изделий.

По мере улучшения качества фарфора, поступало всё больше заказов. Однако даже это не принесло ему признания и статуса, хотя бы сравнимого с довольно высоким положением иностранных мастеров в России или с положением и привилегиями Ломоносова. 

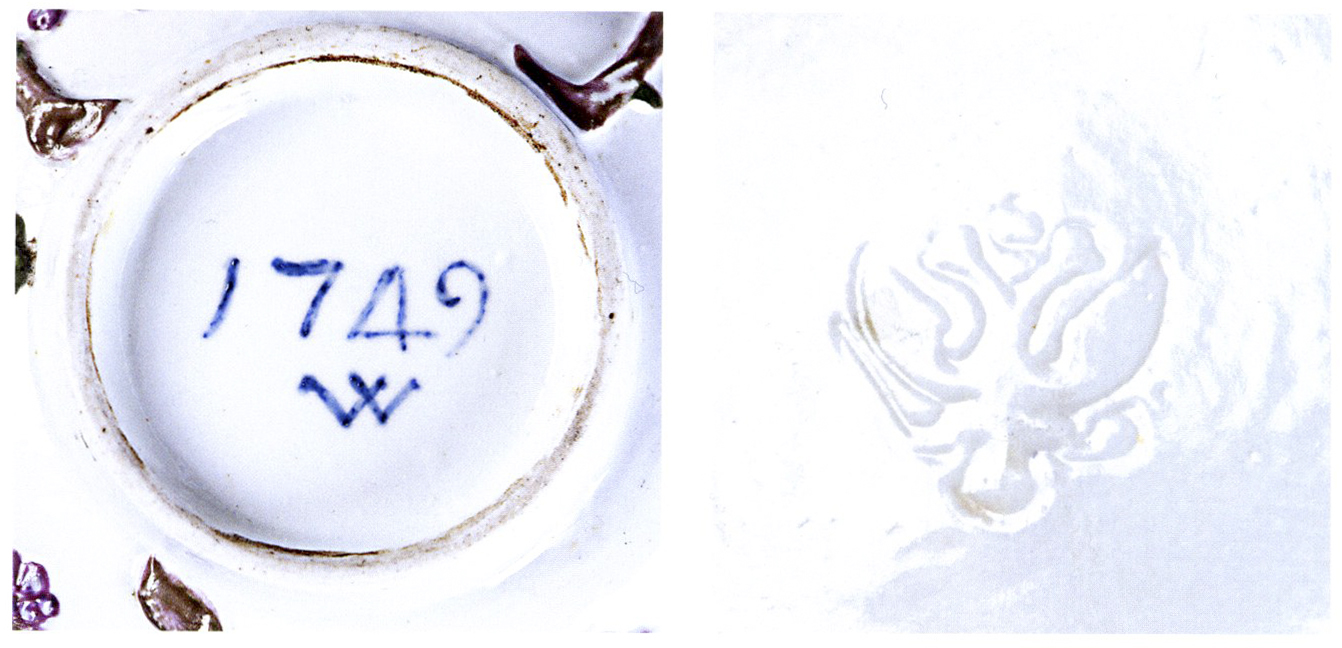
Виноградовское клеймо и марка фарфора, 1749 г.

Возможно, именно от безысходности Виноградов пристрастился к выпивке. За ним постоянно следили, держали под караулом, а когда он попытался сбежать — посадили на цепь, приковав к стене. Так он писал «Обстоятельное описание чистого порцелина, как оной в России при Санкт-Петербурге делается, купно с показанием всех тому принадлежащих работ» — плод его тринадцатилетнего труда, первый в Европе теоретический труд в области керамики. Этот трактат не сохранился полностью.
Дмитрий Виноградов умер в 1758 году в возрасте 38 лет. Дело продолжил его ученик Никита Воинов. До XXI века в музеях сохранились всего девять изделий с маркой самого Виноградова (W), поэтому все они представляют огромную ценность.

## Память о Виноградове
- Одна из улиц Суздаля названа именем Д. И. Виноградова.
- В Санкт-Петербурге, на территории бывшего Фарфоровского кладбища, где предположительно был похоронен Д. И. Виноградов, разбит сквер, носящий его имя.
- В советском многосерийном телефильме «Михайло Ломоносов» (1986) в роли Дмитрия Виноградова снялся Олег Меньшиков.

## Научные труды
- «Заметки о фарфоре» (1745)
- «Обстоятельное описание чистого порцелина» (1752)

## Нумизматика
14 января 2020 года Банк России выпустил в обращение памятную серебряную монету номиналом 2 рубля «Создатель русского фарфора Д.И. Виноградов, к 300-летию со дня рождения (1720)» серии «Выдающиеся личности России».